# 小行星8925
小行星8925（8925 Boattini）是一颗绕太阳运转的小行星，为主小行星带小行星。该小行星于1996年12月4日发现。

## 轨道参数
小行星8925的轨道半长轴为2.2503706 UA，离心率为0.135。